# Nakhon Phanom (Provinz)

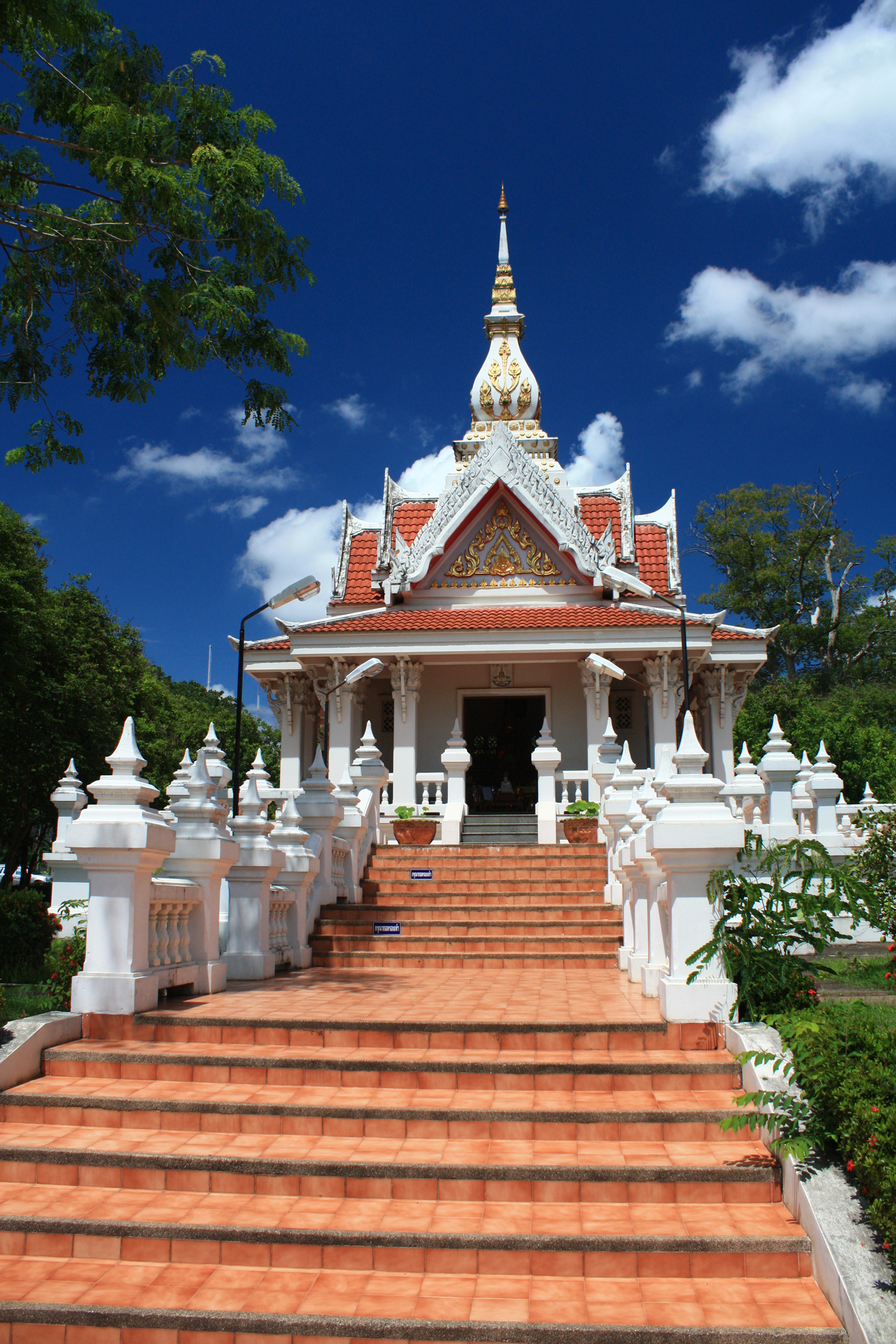
Schrein mit der Stadtsäule (Lak Müang) von Nakhon Phanom

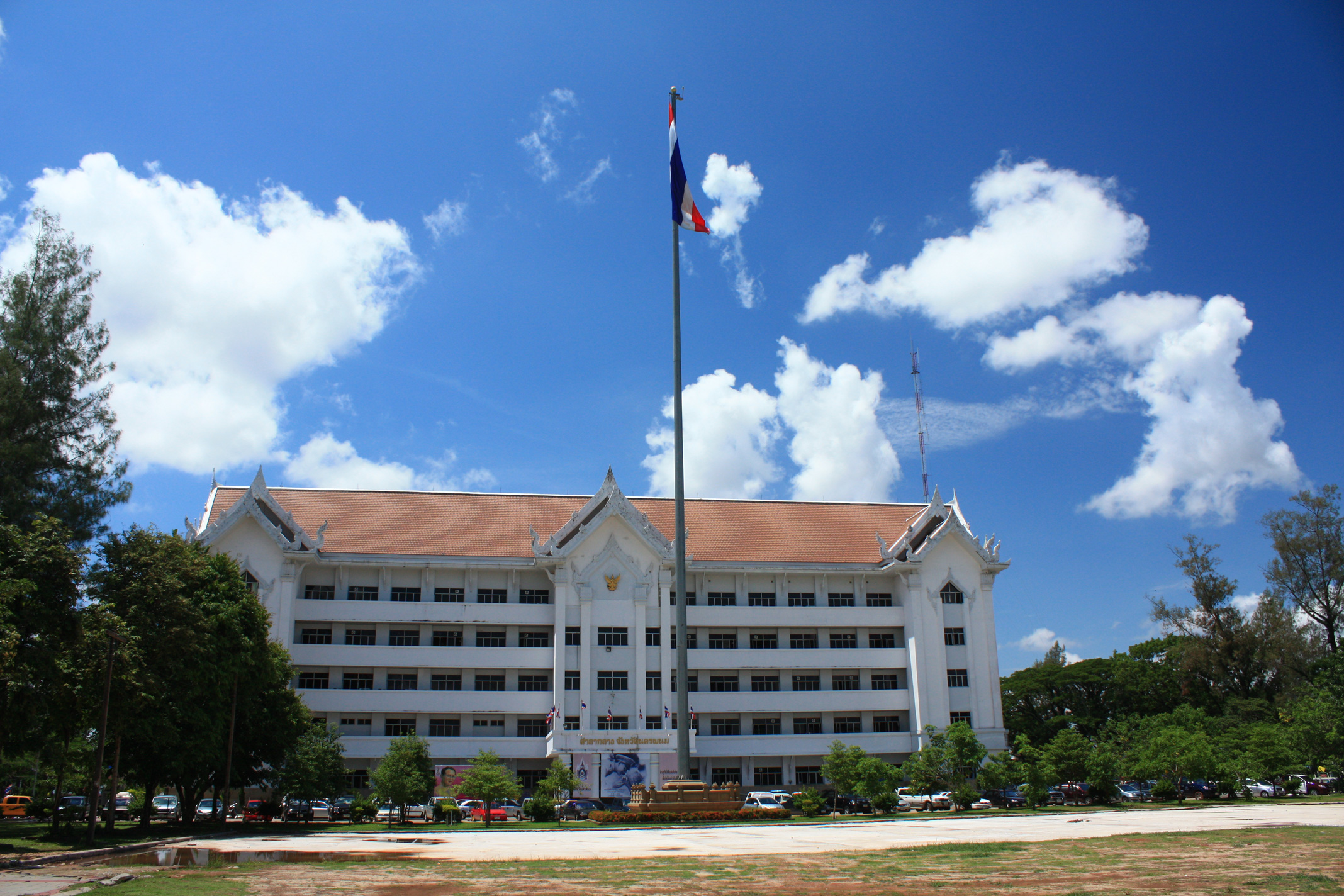
Sitz der Provinzverwaltung (Sala klang Changwat) von Nakhon Phanom

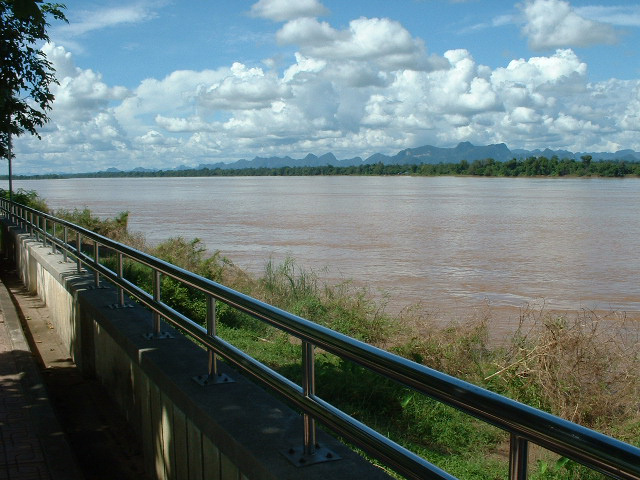
Der Mekong bei Nakhon Phanom. Deutlich sind die Karsthügel auf der anderen Flussseite zu erkennen. Daher der Name Nakhon Phanom.

Nakhon Phanom (Thai: นครพนม) ist eine Provinz (Changwat) in der Nordostregion von Thailand, dem Isan. Die Hauptstadt der Provinz Nakhon Phanom heißt ebenfalls Nakhon Phanom. Der Name นครพนม kann mit Stadt der Hügel (นคร = Stadt, พนม = Hügel) übersetzt werden. Nakhon Phanom darf nicht mit der im Großraum Bangkok liegenden Stadt Nakhon Pathom (นครปฐม) verwechselt werden.

## Geographie
Nakhon Phanom ist eine Grenzprovinz zu Laos und liegt im Tal des Mekong gegenüber von Thakhek in der Provinz Khammuan, Laos. Nakhon Phanom liegt etwa 740 Kilometer nordöstlich der Hauptstadt Bangkok.
| Benachbarte Provinzen und Gebiete: | Benachbarte Provinzen und Gebiete:                       |
| ---------------------------------- | -------------------------------------------------------- |
| Norden                             | Bueng Kan                                                |
| Osten                              | Provinz Khammuan Laos (auf der anderen Seite des Mekong) |
| Süden                              | Mukdahan                                                 |
| Westen                             | Sakon Nakhon                                             |

### Wichtige Städte
- Nakhon Phanom
- Renu Nakhon

### Wichtige Flüsse
- Mekong
- Songkhram

### Klima
Das Klima ist tropisch-monsunal.

## Wirtschaft und Bedeutung
Im Jahr 2011 betrug das „Gross Provincial Product“ (Bruttoinlandsprodukt) der Provinz 29,611 Milliarden Baht.

### Daten
Die unten stehende Tabelle zeigt den Anteil der Wirtschaftszweige am „Gross Provincial Product“ in Prozent:
| Wirtschaftszweig | 2006 | 2007 | 2008 |
| ---------------- | ---- | ---- | ---- |
| Landwirtschaft   | 28,3 | 26,6 | 28,3 |
| Industrie        | 2,0  | 2,9  | 2,6  |
| Andere           | 69,7 | 70,5 | 69,1 |

Die am stärksten zur Wirtschaftsleistung der Provinz beitragende Branche war im Jahr 2011 die Landwirtschaft mit 9,014 Mrd. Baht, gefolgt von Bildung mit 5,347 Mrd. Baht und dem Groß- und Einzelhandel mit 2,736 Mrd. Baht.

### Naturgebiete und Landwirtschaft
Die Provinz Nakhon Phanom hat insgesamt 837 Feuchtgebiete mit einer Fläche von 112,9 km², die mehr oder weniger intensiv für die Landwirtschaft genutzt werden.

## Verkehr
In der Provinz Nakhon Phanom befindet sich ein Endpunkt der thailändischen Nationalstraße 22. Sie verbindet Nakhon Phanom über Sakon Nakhon mit Udon Thani. Über die Dritte Thailändisch-Laotische Freundschaftsbrücke ist Nakhon Phanom seit 2011 mit Thakhek, der Hauptstadt der laotischen Provinz Khammuan verbunden.

### Flughafen
Nakhon Phanom.

## Geschichte

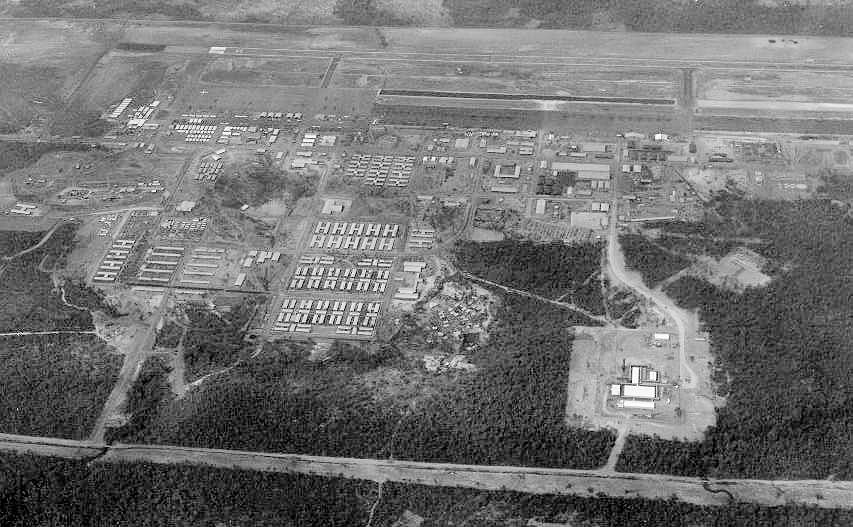
Die Nakhon Phanom Royal Thai Air Force Base diente der US-Luftwaffe in ihrem Krieg gegen Nordvietnam als Stützpunkt. Aufnahme aus den 1960ern.

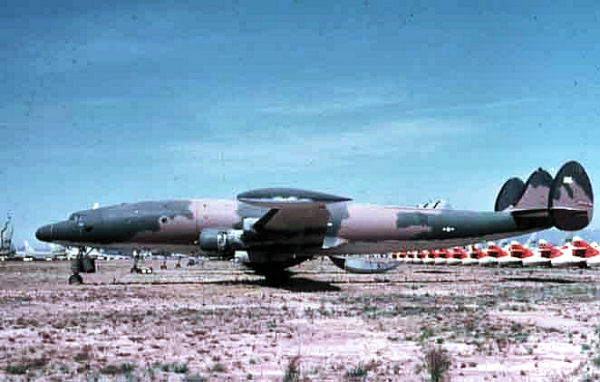
Flugzeuge vom Typ EC-121R empfingen die Funksignale der Sensoren und übertrugen die gesammelten Daten an den thailändischen Luftwaffenstützpunkt in Nakhon Phanom.

Die Landschaft der Provinz Nakhon Phanom war bereits in der frühesten Bronzezeit besiedelt. Tatsächlich nimmt man an, dass die ersten Bronzen hier in Südostasien mehrere Jahrhunderte vor denen in Vorderasien hergestellt wurden.
Im Siebten und Achten Jahrhundert kamen weite Gebiete des Isaan unter die Herrschaft von Dvaravati und wurden später von den Khmer erobert. Nach dem Niedergang des Reiches von Angkor im 13. Jahrhundert begann die Herrschaft des Lao-Reiches Lan Xang (aus der Gegend um Vientiane). Mehr und mehr wurde die seinerzeit menschenleere Gegend von laotischen Siedlern besetzt, die eine Reiskultur aufbauten.
Nachdem das Reich von Ayutthaya von der Gegend Besitz ergriffen hatte, setzte sich die Migration der Laoten hierher bis ins 19. Jahrhundert fort, denn man wollte mehr Siedler haben. Die Französisch-Siamesischen Verträge von 1893 und 1904 machten unter anderem auch Nakhon Phanom zur Grenze zwischen Siam und Französisch-Indochina.
Ab 1962 errichtete die Thailändische Regierung und die US-Luftwaffe einen Stützpunkt in Nakhon Phanom. Der Stützpunkt wurde für den geheimen Krieg Amerikas in Laos und zur Bekämpfung des Ho-Chi-Minh-Pfad benötigt. Am 1. Juni 1963 war das 1.800 Meter lange Rollfeld fertiggestellt. Am 22. Juni 1964 wurden die ersten Flugzeuge der US-Luftwaffe auf dem neuen Flughafen stationiert. Ab dem Dezember 1965 setzte die US-Luftwaffe Flugzeuge vom Typ AC-47 von Nakhon Phanom aus gegen den Ho-Chi-Minh-Pfad ein. Diese Flugzeuge, auch Spooky genannt, verfügten über mehrere Kanonen und konnten gegen Lastwagenkolonnen auf dem Pfad eingesetzt werden. Am 2. Februar 1966 genehmigte die thailändische Regierung das Projekt Lucky Tiger. Einheiten der US-Luftwaffe sollten die Thailändische Polizei und die Streitkräfte bei der Unterdrückung von kommunistischen Aufständen unterstützen. Nachdem sich Propellermaschinen als effektive Waffen gegen den vietnamesischen Nachschub erwiesen hatten, wurden ab dem 11. Juni 1966, mit dem Projekt Big Eagle, B-26 Bomber nach Nakhon Phanom verlegt. Aus politischen Gründen durften diese nicht als Bomber bezeichnet werden, sondern wurden als A-26, also Angriffsflugzeuge deklariert. Von 1968 bis 1973 befand sich auf dem Luftwaffenbasis die Zentrale der Operation Igloo White. Bei dieser Operation wurden elektronische Sensoren aus Flugzeugen abgeworfen zwecks Aufspüren von Lastwagen und Truppen. Die Sensoren registrierten Geräusche und Vibrationen und meldeten die Daten via Funk an die Zentrale nach Nakhon Phanom weiter, wo diese ausgewertet wurden. Da die Funksignale zu schwach waren, um direkt in Nakhon Phanom empfangen zu werden, wurden Flugzeuge als Funkrelaisstationen eingesetzt. Nach dem Ende des Vietnamkriegs kam es 1975 zu Verwerfungen zwischen der amerikanischen und thailändischen Regierung und die USA zogen ihre Truppen ab.
Nachdem sich die Kommunistische Partei Thailands dem bewaffneten Kampf zugewandt hatte, fanden hier ab 1965 Kämpfe zwischen der „Volksbefreiungsarmee“ und Regierungstruppen statt.

## Bevölkerung
Die Bevölkerung ist hauptsächlich laotischer Abstammung.
Das Essen besteht hier eher aus Klebreis und Goi, einer mittels Mörsern zerkleinerten Zubereitung von Fleisch und Gemüse, vermischt mit geronnenem Rinderblut.

## Bildung
In dieser Provinz befindet sich die Universität Nakhon Phanom, die 2005 aus der Fusion mehrerer Vorgängereinrichtungen entstand.

## Sehenswürdigkeiten
- Wat Phra That Phanom – etwa 50 Kilometer südlich der Provinzhauptstadt; es ist die am meisten verehrte religiöse Stätte des Buddhismus im Nordosten von Thailand. Sie wird sowohl von den Thai als auch von den Laoten besucht
- Phrathat Renu Nakhon – besteht aus einer ähnlichen Anlage wie Prathat Phanom, ist nur etwas kleiner ausgeführt
- Bootsprozessionen – auf dem Mekong werden bei Vollmond Ende Oktober/Anfang November Prozessionen mit beleuchteten Booten durchgeführt.
- Nationalpark Phu Pha Yon – im Südwesten der Provinz gelegen

## Symbole

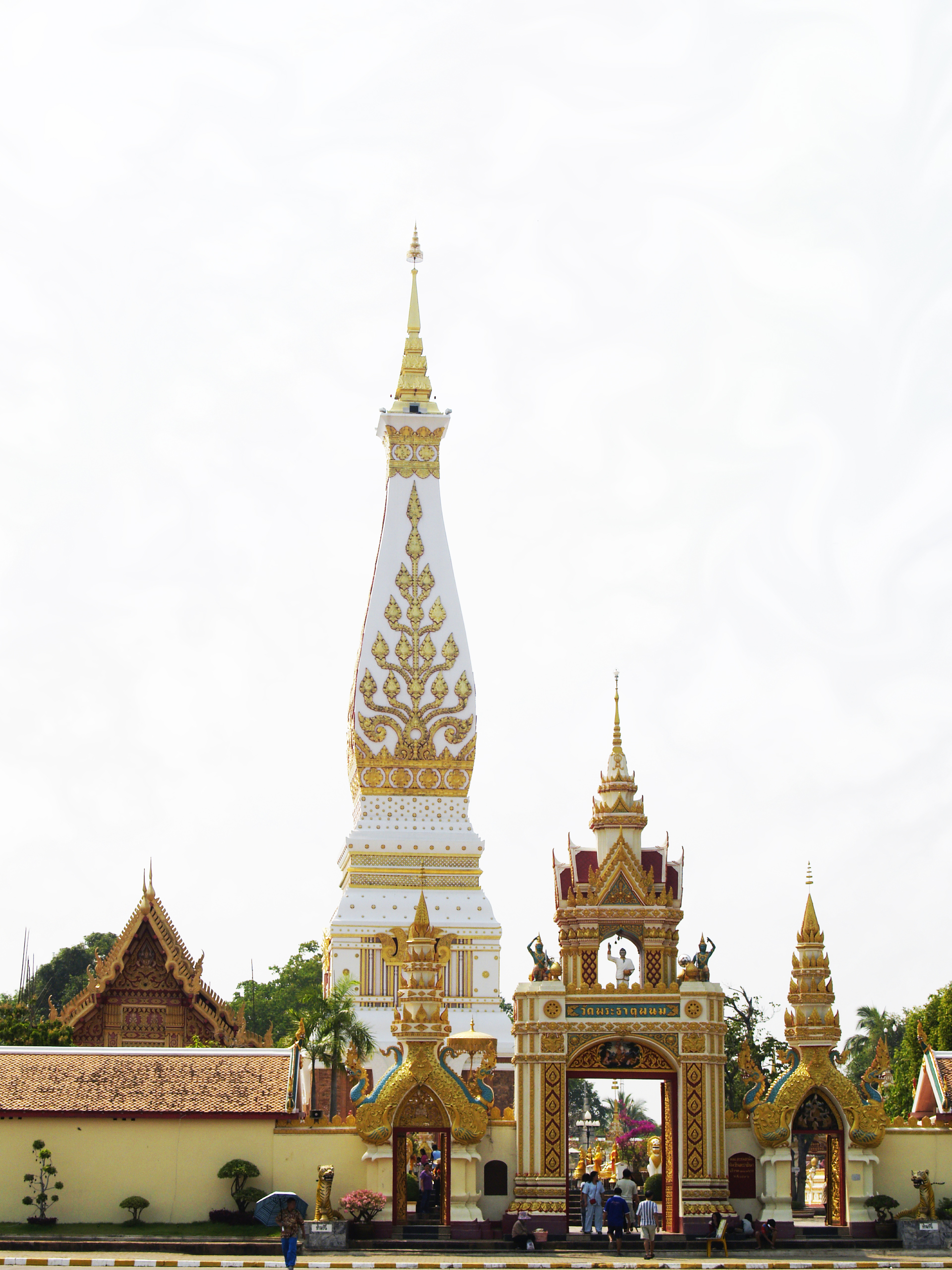
Wat Phra That Phanom, das Wahrzeichen der Provinz

Das Siegel der Provinz Nakhon Phanom zeigt die 57 Meter hohe Chedi des Wat Phra That Phanom im Amphoe That Phanom.
Der lokale Baum und die lokale Blume ist der Tembesu (Fragraea fragrans).
Der Wahlspruch der Provinz Nakhon Phanom lautet:
„Die Stadt des sehr wertvollen Phra That Phanom-Schreins,
Das Land verschiedenster Stammeskulturen,
Der Sitz des Renu Phu Thai-Stammes,
Beleuchtete Bootprozessionen sind alljährlich zu sehen
entlang dem anziehenden Mekong-Ufer.“

## Verwaltungseinheiten

### Provinzverwaltung
Die Provinz Nakhon Phanom ist in Amphoe (‚Bezirke‘ oder ‚Landkreise‘) gegliedert. Die Landkreise sind weiter unterteilt in 97 Tambon (‚Unterbezirke‘ oder ‚Gemeinden‘) und 1040 Muban (‚Dörfer‘).
| \| Nr. \| Amphoe-Name \| Thai \| \| --- \| --------------------------- \| --------------- \| \| 1 \| Amphoe Mueang Nakhon Phanom \| อำเภอเมืองนครพนม \| \| 2 \| Amphoe Pla Pak \| อำเภอปลาปาก \| \| 3 \| Amphoe Tha Uthen \| อำเภอท่าอุเทน \| \| 4 \| Amphoe Ban Phaeng \| อำเภอบ้านแพง \| \| 5 \| Amphoe That Phanom \| อำเภอธาตุพนม \| \| 6 \| Amphoe Renu Nakhon \| อำเภอเรณูนคร \| \| 7 \| Amphoe Na Kae \| อำเภอนาแก \| \| 8 \| Amphoe Si Songkhram \| อำเภอศรีสงคราม \| \| 9 \| Amphoe Na Wa \| อำเภอนาหว้า \| \| 10 \| Amphoe Phon Sawan \| อำเภอโพนสวรรค์ \| \| 11 \| Amphoe Na Thom \| อำเภอนาทม \| \| 12 \| Amphoe Wang Yang \| อำเภอวังยาง \| |                             |                 |
| Nr. | Amphoe-Name                 | Thai            |
| 1 | Amphoe Mueang Nakhon Phanom | อำเภอเมืองนครพนม |
| 2 | Amphoe Pla Pak              | อำเภอปลาปาก     |
| 3 | Amphoe Tha Uthen            | อำเภอท่าอุเทน     |
| 4 | Amphoe Ban Phaeng           | อำเภอบ้านแพง     |
| 5 | Amphoe That Phanom          | อำเภอธาตุพนม     |
| 6 | Amphoe Renu Nakhon          | อำเภอเรณูนคร     |
| 7 | Amphoe Na Kae               | อำเภอนาแก       |
| 8 | Amphoe Si Songkhram         | อำเภอศรีสงคราม   |
| 9 | Amphoe Na Wa                | อำเภอนาหว้า      |
| 10 | Amphoe Phon Sawan           | อำเภอโพนสวรรค์   |
| 11 | Amphoe Na Thom              | อำเภอนาทม       |
| 12 | Amphoe Wang Yang            | อำเภอวังยาง      |

### Lokalverwaltung
Für das ganze Gebiet der Provinz besteht eine Provinz-Verwaltungsorganisation (thailändisch องค์การบริหารส่วนจังหวัด, kurz อบจ., Ongkan Borihan suan Changwat; englisch Provincial Administrative Organization, PAO).
Auf dem Gebiet der Provinz gibt es des Weiteren 23 Thesaban (‚Kommunen‘) – darunter drei „Städte“ und 20 „Kleinstädte“ – sowie 79 Tambon-Verwaltungsorganisationen.